# Turmhügel Beerbach
Der Turmhügel Beerbach ist eine abgegangene mittelalterliche Turmhügelburg (Motte) etwa 50 Meter nordnordöstlich der Kirche St. Egidien in Beerbach, einem heutigen Gemeindeteil von Lauf an der Pegnitz im Landkreis Nürnberger Land in Bayern.
Beerbach, 1109 erstmals erwähnt, war Sitz des Reichsministerialiengeschlechts von Rückersdorf, die sich auch zeitweise nach Beerbach nannten und denen auch die Burg zuzuordnen ist. 1234 wird Albert von Rückersdorf urkundlich erwähnt, als er am Würzburger Hoftag König Heinrichs VII. auftrat. Alberts Sohn Durinchart, der möglicherweise mit dem 1290 bezeugten Durinchart von Beerbach identisch war, nannte sich dann 1255 erstmals auch nach Beerbach. 1284 bürgte ein Heinricus de Berbach für Heinrich von Thann. 1311 vermachte Konrad von Beerbach einen Teil seines Vermögens dem Katharinenkloster Nürnberg, der bislang letzte Nachweis des Geschlechts. Die auch als Turmburg bezeichnete Burg könnte in der Zeit Durincharts entstanden sein und ist bereits im 14. Jahrhundert zugrunde gegangen.
Um 1880	wurde der runde, noch gut erkennbare Turmhügel, der noch Mauerreste barg, abgetragen und eingeebnet.